# 북구 (대구광역시)
북구(北區)는 대구광역시 북쪽에 있는 구이며, 대구광역시청(산격청사) 소재지이다.

## 개요
북구의 지리는 금호강을 따라 남북으로 나누거나, 생활권과 역사성을 기준으로 금호강 이남에 무태조야동을 묶은 동부(옛 달성군 북면 지역)와 서부(칠곡군에서 편입된 옛 칠곡동 지역)로 나눌 수 있다.
대구광역시와 경상북도 고등교육의 중심인 경북대학교가 있다. 그 밖에 대구보건대학교와 영진전문대학교가 북구에 있다. 대구오페라하우스와 대구창조경제단지 같은 문화시설이 있으며, 산격2동에는 대구 유일의 전시장(컨벤션)인 엑스코가 있다.
경부고속도로 북대구IC와 중앙고속도로의 칠곡 나들목이 있는 시외교통의 요충지이며, 두 고속도로가 분기하는 금호 분기점도 북구에 있다.

## 역사
- 조선시대에는 달성군 북면 지역이었고, 침산1동, 2동, 3동과 산격 1동, 2동, 3동, 4동 지역에 해당되었다. 이후 추가로 편입된 곳은 칠곡군 칠곡읍 지역[3], 수성면 지역[4]이었다.
- 1938년 11월 2일 대구부청 북부출장소 신설
- 1963년 1월 1일 : 구제 실시로 대구시 북부출장소와 달성군 공산면의 동변동, 서변동을 합쳐 대구시 북구를 설치하였다.[5] (9법정동)
- 1963년 12월 1일 : 태평로3가를 태평로3가,4가,5가,6가로 분동하였다.[6] (12법정동)
- 1964년 7월 1일 : 태평로3가 전역을 중구에 이관하였다.[7] (11법정동)
- 1965년 2월 1일 : 행정동을 통폐합해 14개로 개편하였다.[8] (14행정동)

14행정동 - 칠성1가동, 칠성2가1동, 칠성2가2동, 태평로4가동, 태평로5·6가동, 침산1동, 침산2동, 산격1동, 산격2동, 산격3동, 복현동, 검단동, 동변동, 서변동
- 1966년 1월 1일 : 침산동 일부를 서구에 이관하였다.[9]
- 1968년 7월 20일 : 칠성동2가 일부를 동구에 이관하였다.[10]
- 1970년 7월 1일 : 침산3동을 침산1동에서 분동하였다.[11] (15행정동)
- 1975년 10월 1일 : 동구 신암3동과 신암6동, 서구 원대동4가,5가,6가와 원대동2가 일부, 노곡동, 조야동 전역을 편입하였다.[12] 태평로4가동을 고성1가동으로, 태평로5·6가동을 고성2·3가동으로, 신암3동을 대현1동으로, 신암6동을 대현2동으로 개칭하고, 원대동4가(2가 포함),5가,6가를 노원1·2가동, 노원3가동으로 개편하였고,[13] 동변동과 서변동을 동서변동으로 합동하였다.[14] (20행정동 17법정동)
- 1978년 8월 19일 : 구청사를 칠성동2가 470번지에서 고성동3가 1번지(남침산네거리)로 이전하였다.[15]
- 1979년 5월 1일 : 노원3가동을 노원3가1동과 노원3가2동으로, 대현2동을 대현2동과 대현3동으로 분동하였다.[16] (22행정동)
- 1980년 4월 1일 : 고성1가동, 고성2·3가동을 고성동으로 합동하였다.[17] (21행정동)
- 1981년 7월 1일 : 경상북도 대구시가 대구직할시로 승격하였고,[18] 북구에 칠곡군 칠곡읍 일원을 편입하여 칠곡출장소를 설치하였다.[19] (30법정동)
- 1982년 9월 1일 : 칠곡출장소 내에 칠곡1동과 칠곡2동을 설치하였다. (23행정동)
- 1983년 3월 15일 : 칠곡출장소 내에 칠곡3동을 설치하였다. (24행정동)
- 1984년 8월 1일 : 구청사를 현 위치(침산3동 447-16)로 이전하였다.[20]
- 1987년 1월 1일 : 동구 신암동 일부 및 연경동 일원을 편입하고,[21] 연경동과 동서변동을 무태동으로 합동했다. (31법정동)
- 1988년 5월 1일 : 북구가 자치구로 승격하였다.[22]
- 1990년 6월 1일 : 복현동을 복현1동과 복현2동으로 분동하였다. (25행정동)
- 1992년 9월 1일 : 산격4동을 산격1동에서 분동하였다. (26행정동)
- 1994년 7월 1일 : 관음동을 칠곡1동에서 분동하였다. (27행정동)
- 1995년 1월 1일 : 대구광역시 북구로 개칭하였다.[23]
- 1995년 3월 1일 : 태전동을 칠곡1동에서 분동하였다. (28행정동)
- 1997년 1월 1일 : 칠곡출장소를 강북출장소로 개칭하였다.[24]
- 1997년 10월 10일 : 복현동과 검단동 일부 지역을 산격2동으로, 관음동 일부 지역을 태전동으로, 동천동 일부 지역을 읍내동으로, 칠성동2가 일부 지역을 칠성동1가로 편입하였다.
- 1998년 10월 12일 : 칠성1가동과 칠성2가1동을 칠성1동으로, 노원3가1동과 노원3가2동을 노원3동으로, 대현2동과 대현3동을 대현2동으로, 무태동과 조야동을 무태조야동으로, 노곡동과 칠곡2동을 칠곡2동으로 합동하고, 칠성2가2동을 칠성2동으로, 노원1·2가동을 노원1·2동으로 개칭하였고, 강북출장소를 폐지하였다.[25] (23행정동)
- 1999년 5월 24일 : 칠성1동과 칠성2동을 칠성동으로 합동하였다.[26] (22행정동)
- 2003년 3월 10일 : 칠곡1동을 태전2동과 구암동으로, 칠곡3동을 읍내동과 동천동으로 분동하고, 태전동을 태전1동으로, 칠곡2동을 관문동으로 개칭하였다.[27] (24행정동)
- 2005년 12월 28일 : 강북보건지소를 개소하였다.
- 2009년 7월 1일 : 노원1·2동과 노원3동을 노원동으로 합동하고, 국우동을 동천동에서 분동하였다.[28]
- 2011년 7월 4일 : 대현1동, 대현2동을 대현동으로 합동하였다.[29] (23행정동)
- 2016년 2월 19일 : 북구 산격4동에 있던 경상북도청이 경상북도 안동시 풍천면 경상북도청신도시로 이전하였다.[30]

## 행정 구역
대구광역시 북구의 인구는 2018년 12월 31일 기준으로 509,489명, 177,162가구이다.

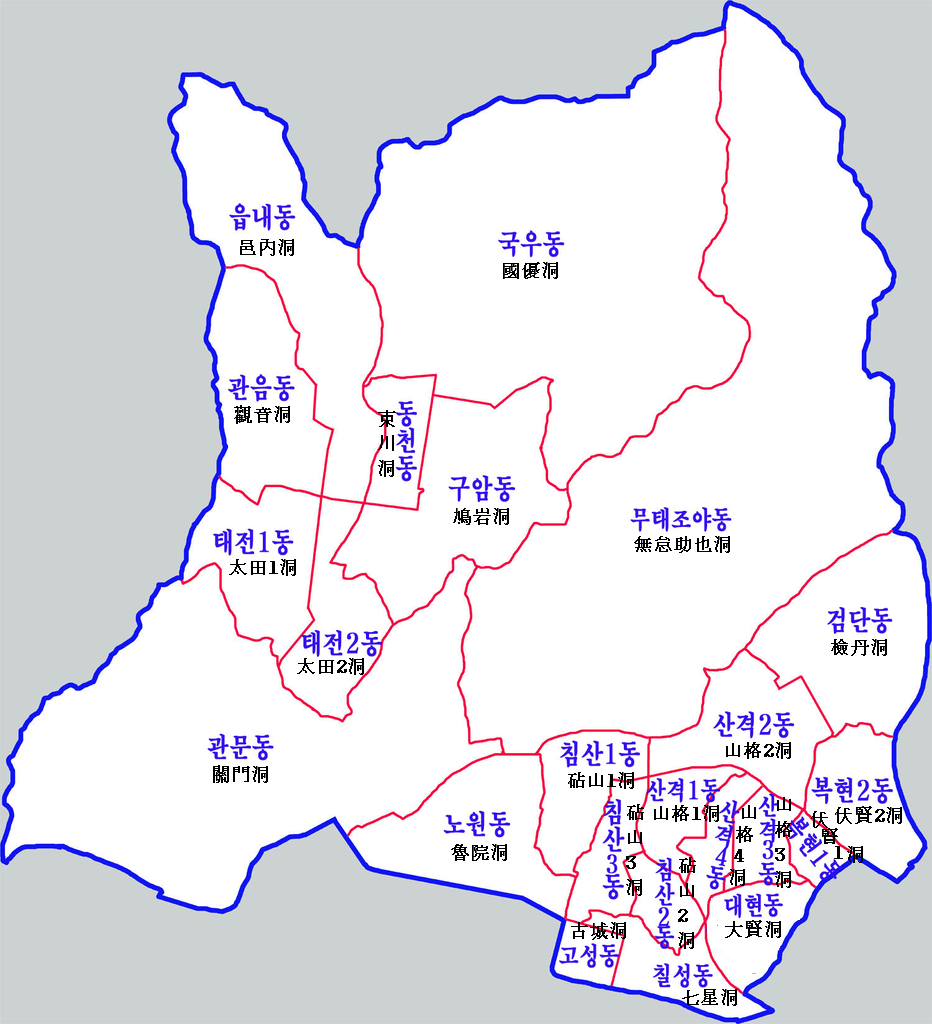

| 행정동     | 한자       | 면적 (km2) | 인구    | 세대    |
| ---------- | ---------- | ---------- | ------- | ------- |
| 고성동     | 古城洞     | 0.53       | 5,036   | 2,483   |
| 칠성동     | 七星洞     | 1.36       | 23,821  | 9,833   |
| 침산1동    | 砧山1洞    | 1.21       | 4,504   | 2,096   |
| 침산2동    | 砧山2洞    | 0.99       | 20,021  | 7,122   |
| 침산3동    | 砧山3洞    | 1.07       | 21,150  | 7,491   |
| 산격1동    | 山格1洞    | 0.91       | 10,194  | 5,320   |
| 산격2동    | 山格2洞    | 2.29       | 11,864  | 4,673   |
| 산격3동    | 山格3洞    | 0.80       | 8,828   | 5,070   |
| 산격4동    | 山格4洞    | 0.74       | 9,000   | 4,317   |
| 대현동     | 大賢洞     | 1.22       | 19,051  | 8,877   |
| 복현1동    | 伏賢1洞    | 0.39       | 7,202   | 4,121   |
| 복현2동    | 伏賢2洞    | 1.87       | 28,534  | 10,405  |
| 검단동     | 檢丹洞     | 3.91       | 7,365   | 3,242   |
| 노원동     | 魯院洞     | 3.09       | 13,589  | 6,416   |
| 무태조야동 | 無怠助也洞 | 23.24      | 28,750  | 11,313  |
| 관문동     | 關門洞     | 14.64      | 32,157  | 12,789  |
| 태전1동    | 太田1洞    | 2.70       | 23,193  | 9,527   |
| 태전2동    | 太田2洞    | 1.71       | 25,816  | 10,221  |
| 구암동     | 鳩岩洞     | 4.40       | 38,079  | 13,393  |
| 관음동     | 觀音洞     | 2.99       | 18,263  | 7,484   |
| 읍내동     | 邑內洞     | 5.71       | 27,765  | 10,939  |
| 동천동     | 東川洞     | 1.12       | 30,299  | 10,440  |
| 국우동     | 國優洞     | 17.19      | 25,008  | 9,590   |
| 북구       | 北區       | 94.08      | 439,489 | 177,162 |

## 인구
- 북구(에 해당하는 지역)의 연도별 인구 추이[32]

| 연도   | 총인구    |  |
| ------ | --------- |  |
| 1966년 | 114,218명 |  |
| 1970년 | 130,790명 |  |
| 1975년 | 236,735명 |  |
| 1980년 | 273,327명 |  |
| 1985년 | 332,383명 |  |
| 1990년 | 321,629명 |  |
| 1995년 | 371,459명 |  |
| 2000년 | 400,510명 |  |
| 2005년 | 460,206명 |  |
| 2010년 | 453,228명 |  |
| 2015년 | 443,119명 |  |
| 2020년 | 441,253명 |  |

## 교육 기관

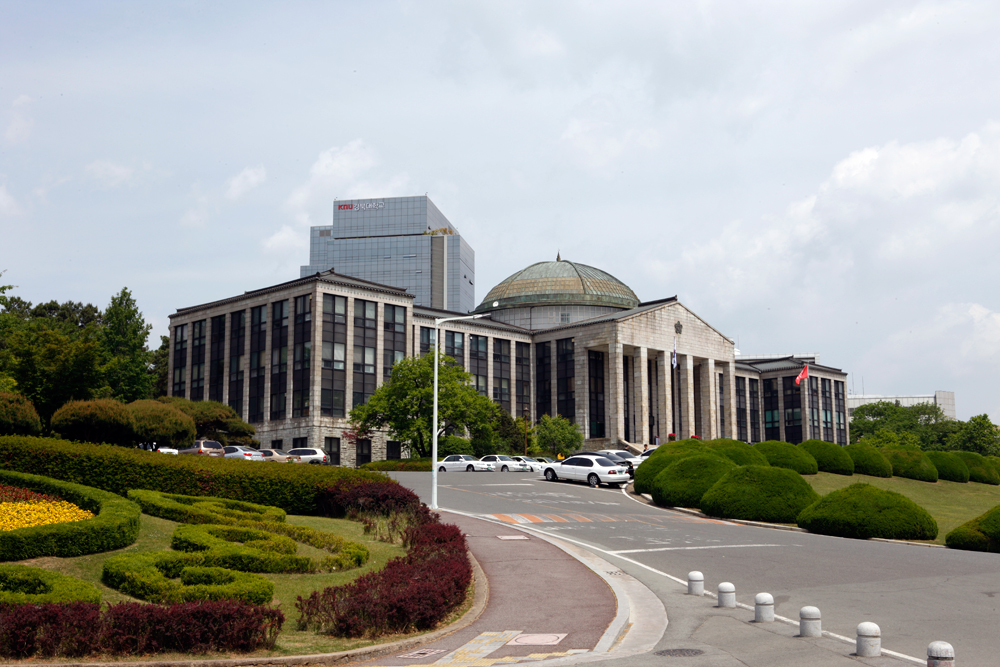
경북대학교 본관

- 국공립대학교

|  | - 경북대학교 |

- 사립전문대학

|  | - 대구보건대학교 | - 대구과학대학교 | - 영진전문대학교 |

- 원격대학

|  | - 영진사이버대학교 |

- 고등학교

|  | - 강북고등학교 - 경명여자고등학교 - 경상고등학교 - 경상여자고등학교 | - 구암고등학교 - 대구체육고등학교 - 대중금속공업고등학교 - 매천고등학교 - 성광고등학교 | - 성화여자고등학교 - 영송여자고등학교 - 영진고등학교 - 운암고등학교 | - 칠성고등학교 - 학남고등학교 - 함지고등학교 |

- 특수학교

|  | - 대구성보학교 |

- 경북대학교 본관

## 상업시설

### 백화점
- 동아백화점 강북점

### 아울렛

NC아울렛 엑스코점

### 대형마트
- 이마트 칠성점
- 코스트코 대구점
- 홈플러스 칠곡점

- NC아울렛 엑스코점

## 명소

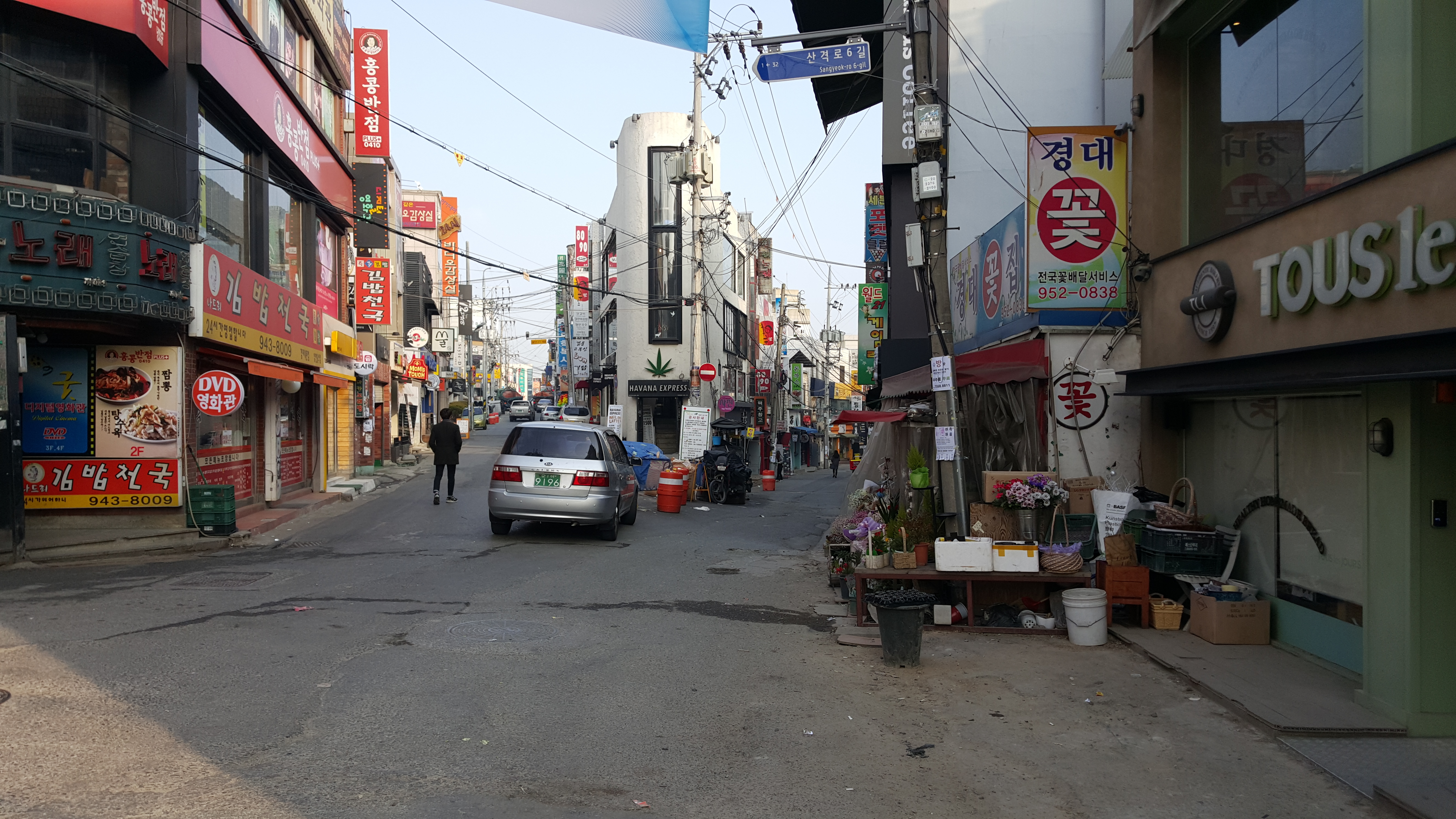
경대북문 거리
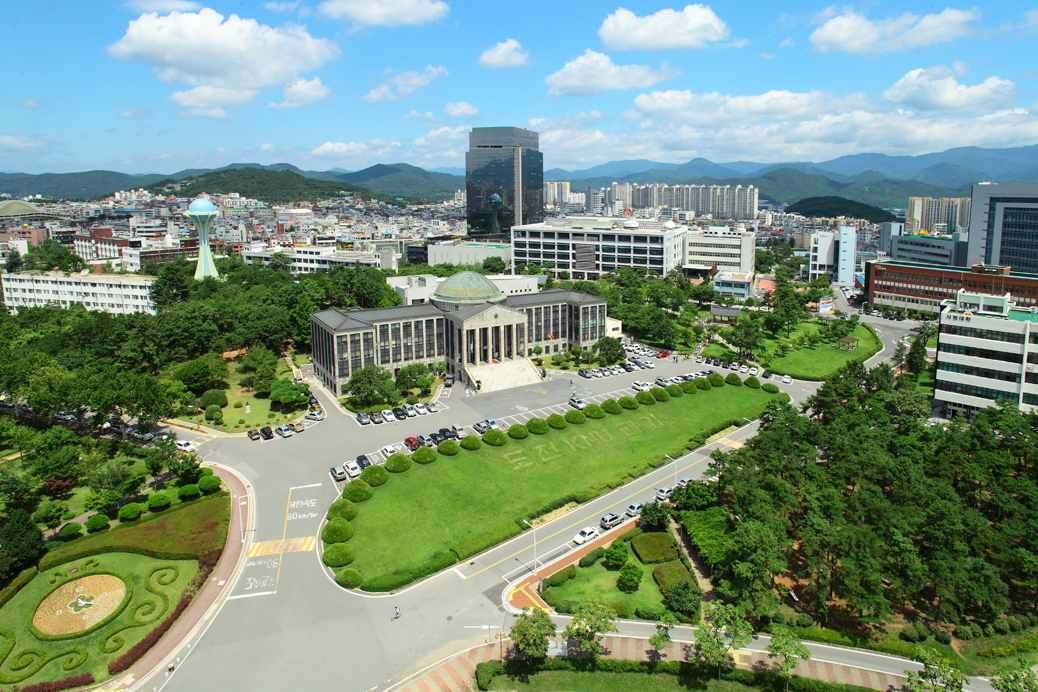
경북대학교
- 엑스코
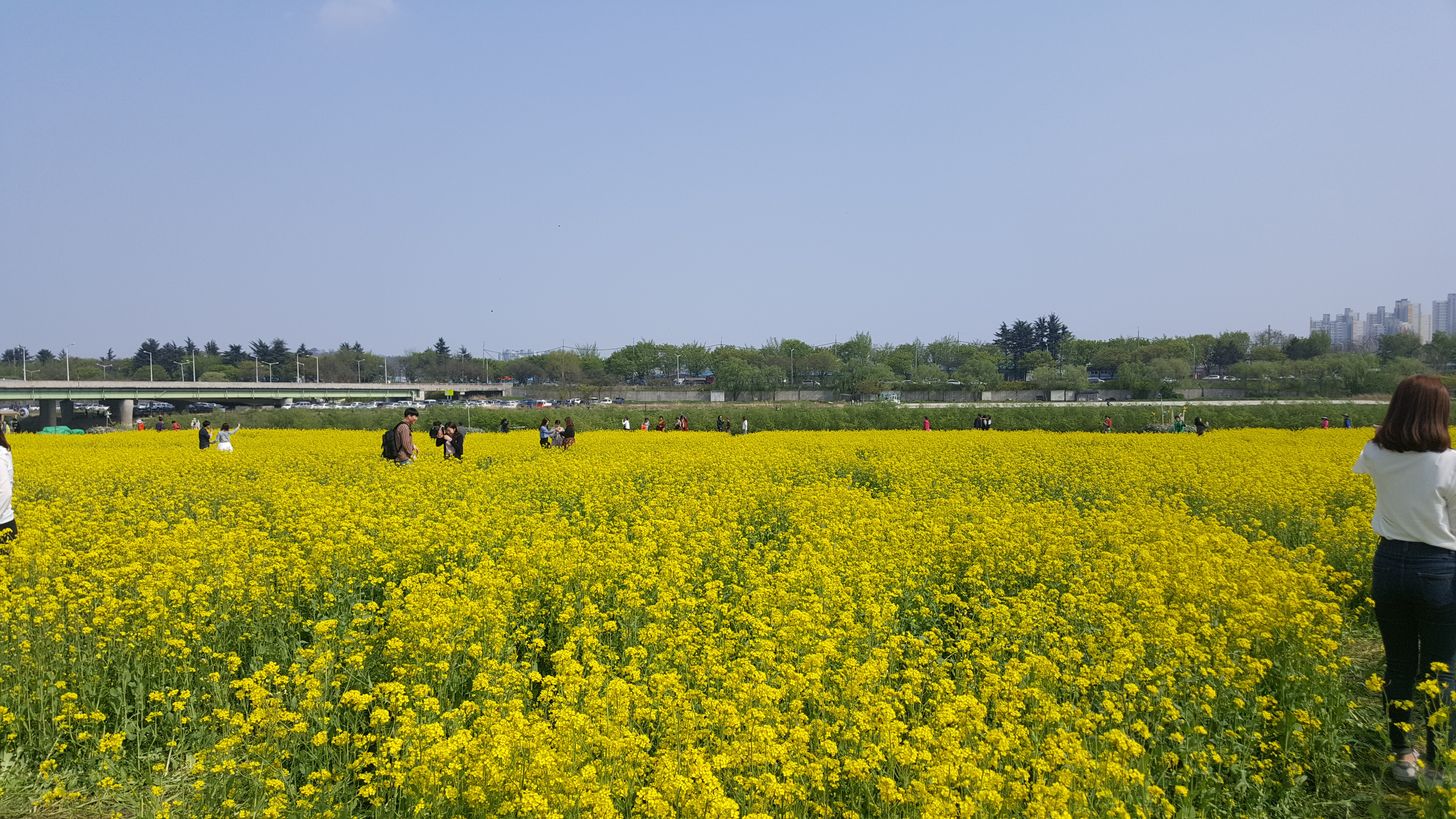
하중도
대구iM뱅크PARK

- 경대북문 거리
- 경북대학교
- 노곡동 하중도
- 엑스코

## 자매 도시
| 지역 & 국가 | 도시           | 도시               |
| ----------- | -------------- | ------------------ |
| 대한민국    | 강원특별자치도 | 강릉시(2004.10.29) |
| 대한민국    | 전라남도       | 보성군(1999.10.19) |

## 도시철도 역
- 대구 도시철도 1호선: 대구역, 칠성시장역
- 대구 도시철도 3호선: 북구청 - 원대 - 팔달시장 - 만평 - 공단 - 팔달 - 매천시장 - 매천 - 태전 - 구암 - 칠곡운암 - 동천 - 팔거 - 학정 - 칠곡경대병원

## 같이 보기
- 경북대학교 박물관
- 대현동 (대구)